# 中国工业与应用数学学会
中国工业与应用数学学会是中华人民共和国工业与应用数学工作者组成的全国性、学术性、非营利性社会团体，1990年在北京市成立。

## 历任理事长
- 萧树铁
- 曾庆存
- 李大潜
- 郭雷
- 张平文